# Betty Curtis
Betty Curtis (nacida como Roberta Corti; Milán, Italia; 21 de marzo de 1936-Lecco, Italia; 15 de junio de 2006) fue una cantante italiana activa desde 1957 hasta 2004.
La canción «Al di là», interpretada por ella y Luciano Taioli, ganó el Festival de la Canción de San Remo en 1961. Betty Curtis representó a Italia en el Festival de la Canción de Eurovisión en 1961 con la canción ganadora del Festival de San Remo, empatando con el 6º puesto en Cannes.

## Singles
- «Con tutto il cuore» (1958)
- «La pioggia cadrà» (1958)
- «Nessuno» (1959)
- «Una marcia in fa» (1959) (con Johnny Dorelli)
- «Buondì» (1959)
- «Non sei felice» (1960)
- «Il mio uomo» (1960)
- «Al di là» (1961)
- «Pollo e champagne» (1961)
- «Aiutami a piangere» (1961)
- «Midi Midinette» (1961)
- «Ci vogliono i mariti» (1961)
- «Neve al chiaro di luna» (1961)
- «Buongiorno amore» (1962)
- «Stasera piove» (1962)
- «Soldi soldi soldi» (1962)
- «Tango del mare» (1962)
- «Chariot» (1962) («I Will Follow Him»)
- «Wini, wini» (1963)
- «La casa più bella del mondo» (1964)
- «Scegli me o il resto del mondo» (1964)
- «Invece no» (1965)
- «Le porte dell`amore» (1966)
- «È più forte di me» (1967)
- «Guantanamera» (1967)
- «Povero Enrico» (1967)
- «Gelosia» (1969)
- «Donna» (1970)
- «Ma ci pensi tu» (1974) (Cu Cu Rru Cu Cu Paloma)
- «La grulla» (1976)
- «nnamorarsi No!» (1976)
- «Chariot sound» (1978)
- «Sarò la luce che ti guida» (1978)

| Predecesor: «Romantica» Renato Rascel | Noruega en el Festival de Eurovisión 1961 | Sucesor: «Addio, addio» Claudio Villa |